# Städtisches Stadion Akko
Das Städtische Stadion Akko  (hebräisch הָאִצְטַדְיוֹן הָעִירוֹנִי שֶׁל עַכּוֹ Ha-'Izṭadjōn ha-ʿĪrōnī schel ʿAkkō; englisch Acre Municipal Stadium) ist ein Fußballstadion in der israelischen Stadt Akko, im Nordbezirk des Landes. Es ist die Heimspielstätte des Fußballclubs HaPōʿel ʿAkkō aus der ersten israelischen Liga und bietet 5000 Sitzplätze. Des Weiteren nutzen die unterklassigen Vereine Maccabi ʿĪrōnī ʿAkkō, der FC Achi ʿAkkō und der FC Haifa Robi Shapira das Stadion.

## Geschichte
Hapoel Akko spielte lange Jahre im Napoleon-Stadion mit 5000 Plätzen. In den 2000er Jahren wurde die Westtribüne des Stadions für eine neue Strecke der staatlichen Eisenbahngesellschaft Israel Railways abgerissen. Die Anlage war dadurch nur noch als Trainingsgelände nutzbar. Der Verein musste für seine Heimspiele in andere Stadien ausweichen.
Die neue Sportstätte liegt nahe der Küste des östlichen Mittelmeers. Sie ist im Besitz der Stadt und besteht aus der dreigeteilten, überdachten Haupttribüne und dem überdachten Rang auf der Gegengeraden. Während die beiden kleinen Dächer der Haupttribüne flach sind, haben die großen Dachteile auf der Haupt- und Gegenseite eine Bogenform. Im Stadion gibt es vier Umkleidekabinen und weitere Räume sowie 1000 m² Gewerbefläche. Die Anlage ist von einer Mauer umgeben. Das Spielfeld aus Naturrasen kann per Flutlichtanlage beleuchtet werden. Die Baukosten beliefen sich auf 50 Mio. ILS (rund 12 Mio. Euro). Das Geld kam von der Stadt Akko, dem Wettanbieter Toto Winner, der Israel Railways, dem Ministerium für Verkehr, Infrastruktur und Verkehrssicherheit und dem Ministerium für Energie- und Wasserversorgung.
Der Neubau wurde am 4. September 2011 eingeweiht. Zur Eröffnung fand das Freundschaftsspiel Hapoel Akko gegen Maccabi Haifa (0:2) statt. Das erste Pflichtspiel war eine Partie der Ligat ha’Al am 12. September 2011 zwischen Hapoel Akko und Hapoel Be’er Scheva (2:0).

## Galerie

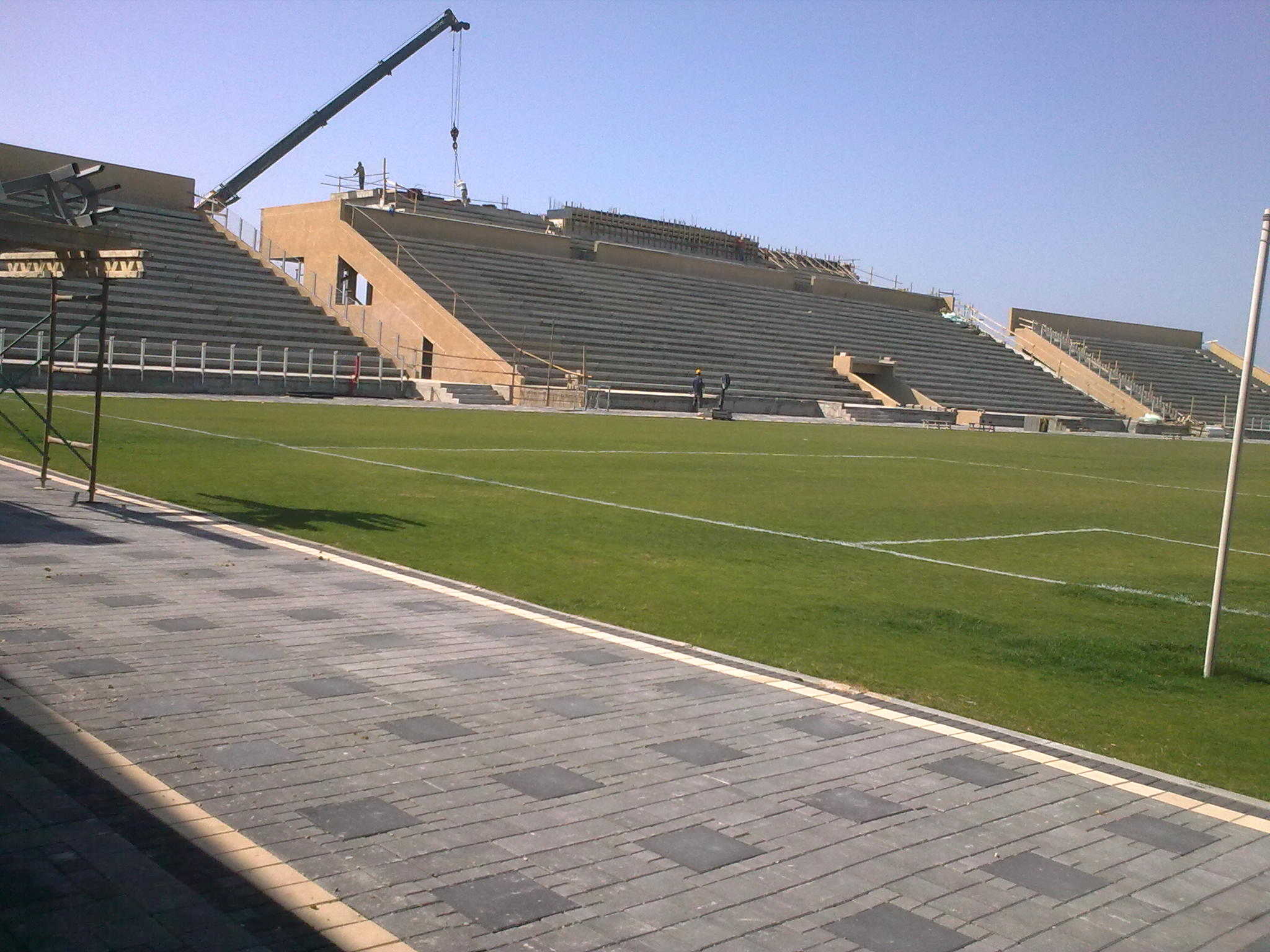
Die im Bau befindliche Haupttribüne Anfang März 2011
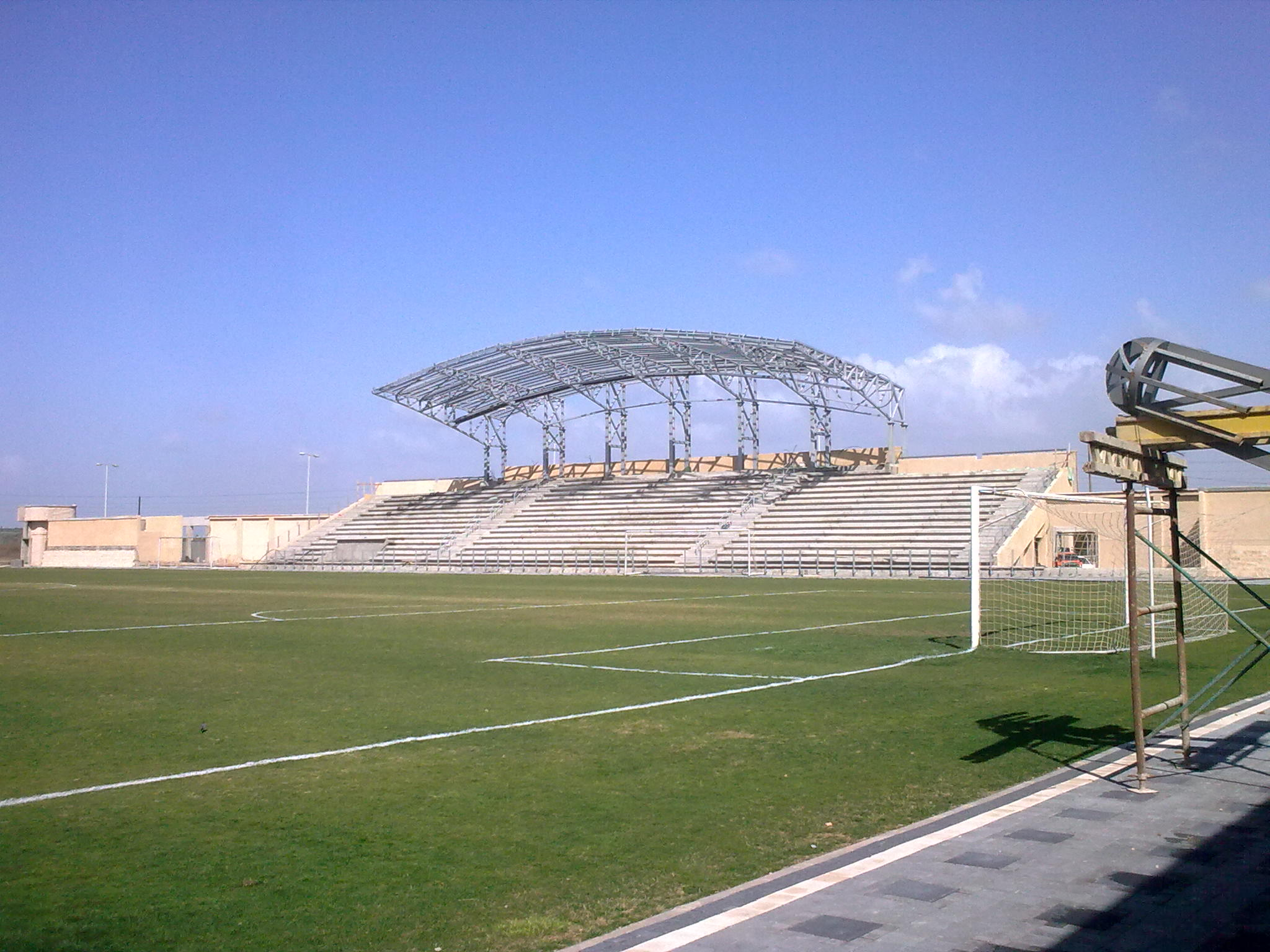
Die Gegengerade Anfang März 2011
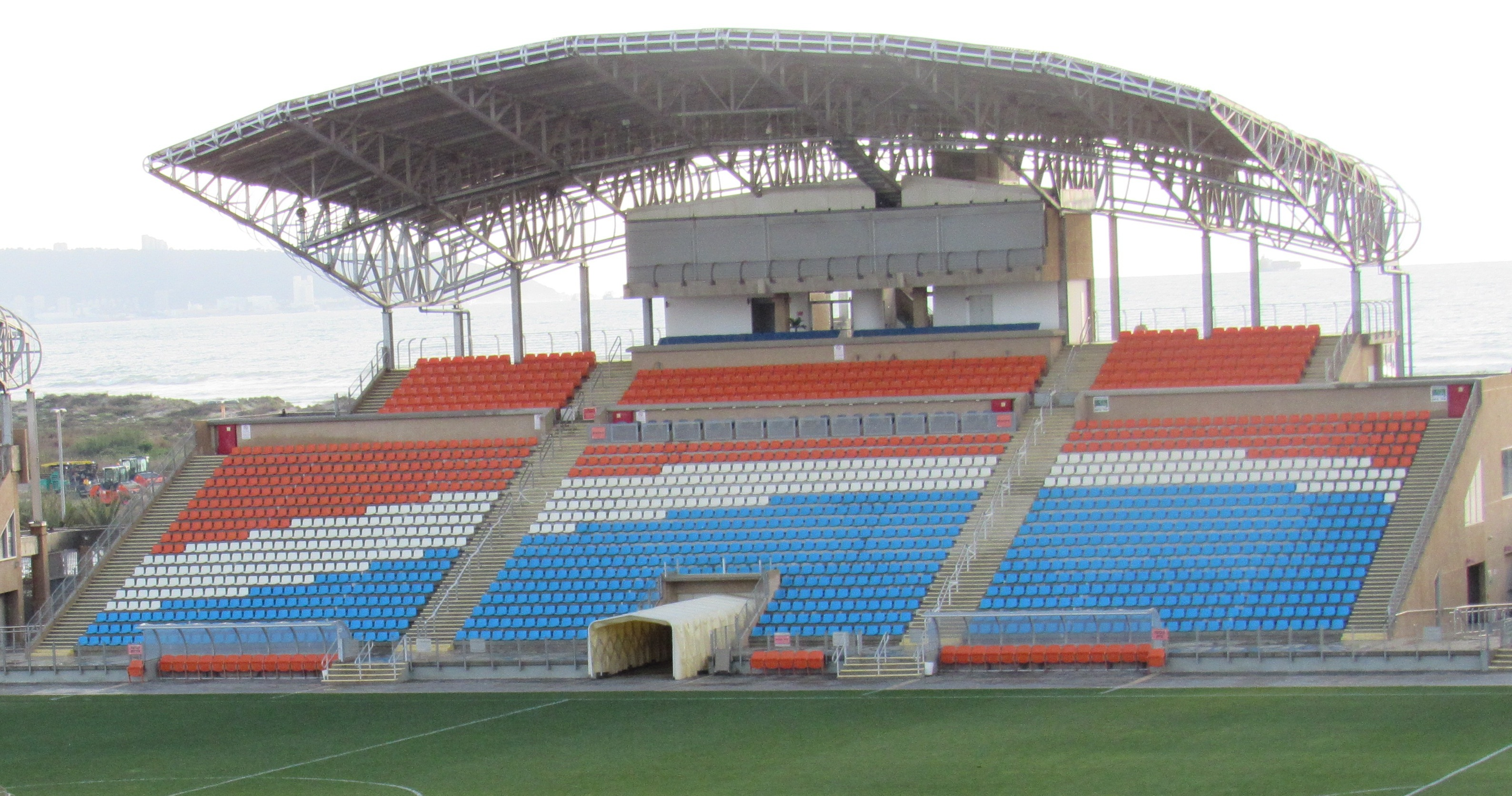
Das Mittelteil der Haupttribüne (April 2015)